# Dongsam-dong
Dongsam-dong (koreanska: 동삼동) är en stadsdel i Sydkorea.  Den ligger på södra delen av ön Yeongdo i stadsdistriktet Yeongdo-gu i staden Busan, i den sydöstra delen av landet, 300 km sydost om huvudstaden Seoul. 

## Indelning
Administrativt är Dongsam-dong indelat i:
| Namn    | Namn                | Yta km² | Invånare 31 dec 2019 |
| ------- | ------------------- | ------- | -------------------- |
| 동삼1동 | Dongsam 1(il)-dong  | 3,86    | 29 972               |
| 동삼2동 | Dongsam 2(i)-dong   | 3,36    | 3 815                |
| 동삼3동 | Dongsam 3(sam)-dong | 0,81    | 10 930               |